# 黃文意
黃文意（英語：Mandy Wong Man Yi，1992年10月13日—），香港女主持及演員，童星出身，曾為無綫電視經理人合約藝員。

## 簡歷
黃文意家境不俗，父親在內地從事LED燈生意，在國內經營一間市值40億的上市公司。她於1997年透過童星身份出道，曾演出過不少電影、電視劇、教育電視節目和廣告，幼稚園及小學時就讀耀中國際學校，九歲赴英國傳統私立學校克利弗頓學院（Clifton College）唸書。回港後，因香港和英國的教育制度相異，考評局一般會要求回流學生留級，但她卻以資優生身份獲得「跳級」的特別安排，並就讀沙田官立中學及賽馬會體藝中學（主修視覺藝術）。她隨後升讀香港中文大學文化研究系學士課程以及香港大學比較文學及文化研究系碩士；2016年便加入無綫電視，主要擔任TVB娛樂新聞台粵語主播。
2017年，黃文意因演出該台旅遊節目《3日2夜》而備受注目，更獲傳媒封為「童顏女神」或「10億千金」；2018年跟友人一起經營韓國護膚品代理店「Princess House」，以及開始修讀香港大學比較文學與文化研究系碩士課程並於2021年畢業。2019年2月1日起，她轉簽6年無綫電視經理人合約，也因參演劇集《金宵大廈》而再受注視；2020年見新冠肺炎疫情初期出現口罩短缺情況，在情人節免費派發二萬個口罩予市民。2021年，她因在劇集《寶寶大過天》的演出而受到注視。

## 感情生活
黃文意在2018年曾與唐文龍傳緋聞，惟女方一直否認戀情，其後無綫電視藝員李日昇曾聲稱與黃文意拍拖，但傳出疑因男方出軌而分手，女方一直沒有承認戀情及對此事沒有回應；2019年再跟塞爾維亞籍前香港甲組聯賽球員（現馬耳他共和國超級聯賽球員）艾雲·馬歷治（Ivan Marić）交往。

## 演出作品

### 電視劇（無綫電視）
| 首播         | 劇名                           | 角色                       |
| 1998年       | 天地豪情                       | Jenny                      |
| 1998年       | 陀槍師姐                       | 茵茵                       |
| 1999年       | 先生貴性                       |                            |
| 1999年       | 金玉滿堂                       |                            |
| 1999年       | 真情                           |                            |
| 2016年       | 幕後玩家                       | 登報記者                   |
| 2017年       | 乘勝狙擊                       | 賭客（第20集）             |
| 2017年       | 迷                             | MK 妹（第1集）             |
| 2017年       | 與諜同謀                       | 女朋友（第22集）           |
| 2017年       | 踩過界                         | 書記（第4 - 6集）          |
| 2017年       | 超時空男臣                     | 新聞報導員（第25、26集）   |
| 2017年       | 誇世代                         | 少年軍（第7、10集）        |
| 2017至2021年 | 愛·回家之開心速遞              | 宋可兒（第321、350集）     |
| 2017至2021年 | 愛·回家之開心速遞              | 鉅記餅家店員（第400集起）  |
| 2017至2021年 | 愛·回家之開心速遞              | 楊貴妃（第746、823集）     |
| 2017至2021年 | 愛·回家之開心速遞              | 藥行職員（第917集）        |
| 2017至2021年 | 愛·回家之開心速遞              | 劉厚水（第1248集）         |
| 2018年       | 三個女人一個「因」             | 英國同學（第9集）          |
| 2018年       | 棟仁的時光                     | 情侶（第18集）             |
| 2018年       | 特技人                         | 物理治療師（第1集）        |
| 2018年       | 是咁的，法官閣下               | 阿靚（第21集）             |
| 2018年       | 大帥哥                         | 櫻木堂化妝店店員（第22集） |
| 2019年       | 廉政行動2019                   | 廉政公署調查員             |
| 2019年       | 婚姻合伙人                     | 記者（第13、19集）         |
| 2019年       | 白色強人                       | 林基女兒（第2集）          |
| 2019年       | 十二傳說                       | 馬文靜                     |
| 2019年       | 包青天再起風雲                 | 宮女（第22、25集）         |
| 2019年       | 她她她的少女時代               | 提升課程學員（第3、4集）   |
| 2019年       | 金宵大廈                       | 小魚（第1、2集）           |
| 2019年       | 街坊財爺                       | 朱露絲朋友（第17集）       |
| 2019年       | 牛下女高音                     | 售貨員（第14、25集）       |
| 2020年       | 黃金有罪                       | 張小姐（第28集）           |
| 2020年       | 降魔的2.0                      | 年輕母親（第3集）          |
| 2020年       | 迷網                           | 新聞報道員（第14 - 17集）  |
| 2020年       | 大步走（myTV Gold 首播）       | 馬麗奭                     |
| 2020年       | 愛美麗狂想曲（myTV Gold 首播） | 客人（第28集）             |
| 2021年       | 寶寶大過天                     | 張碧姿（Creamy）           |
| 2021年       | 換命真相                       | 健身室客人（第16集）       |
| 2021年       | 換命真相                       | 社工（第17集）             |
| 2021年       | 異搜店                         | Mary（第1集）              |
| 2022年       | 白色強人II                     | 小孩母親（第30集）         |

### 主持節目（無綫電視）
| 首播         | 節目名          | 備註               |
| 2016至2019年 | TVB娛樂新聞報道 | 粵語主播           |
| 2017年       | 3日2夜          | 第一輯（與鄺潔楹） |

### 電視節目
| 首播     | 節目名         | 備註              |
| 無綫電視 |                |                   |
| 2016年   | 男人食堂       | 演出短劇（第3集） |
| 2017年   | 瘋狂夏水禮2017 | 演出第3、4集      |
| 香港電台 |                |                   |
| 2000年   | 小豌豆與巨人   | 教育電視；演出    |
| 2002年   | 探訪大熊貓     | 教育電視；演出    |

### 電影
| 首映   | 電影名                                | 角色     |
| 1997年 | 四月四日                              | 婷婷     |
| 1998年 | 我愛你                                | 牛仔     |
| 1998年 | 豹妹                                  | 女兒     |
| 2014年 | 六福喜事                              | 珠寶店員 |
| 2014年 | 那夜凌晨，我坐上了旺角開往大埔的紅Van | 婚宴伴娘 |

### 其他
| 年份   | 內容 | 備註                   |
| 2015年 | 白紙 | 無綫電視短片；飾演女警 |